# 정인교 (경제학자)
정인교(鄭仁敎, 1961년~)는 대한민국의 경제학자로, 대한민국의 제5대 산업통상자원부 통상교섭본부장이었다.

## 학력
- ~ 1980 진주고등학교 졸업
- ~ 1985 한양대학교 상경대학 경제학 학사
- ~ 1995 미시간주립대학교 대학원 경제학 석사·박사

## 경력
- 1996.01~2004.02 대외경제정책연구원 연구위원
- 1999.12~2001.12 동아시아비전그룹 (EAVG) 사무국장
- 2003 일본 국제동아시아연구센터 (ICSEAD) 초청연구교수
- 2004.03~ 인하대학교 국제통상학과 교수
- 2005 일본 종합연구개발기구 (NIRA) 초빙객원연구원
- 2005.01~2007.06 국민경제자문회의 대외경제분과 전문위원
- 2006.02~2008.12 농어업농어촌특별대책위원회 농업통상위원회 위원
- 2008.07~2011.11 청와대 외교안보수석실 정책자문위원
- 2008.09~2009.08 기획재정부 대외경제정책위원회 위원
- 2009.02~2013.01 국회 외교통상위원회 입법지원위원회 위원
- 2009.05~2012.05 대한무역투자진흥공사 (KOTRA) 사외이사(선임이사)
- 2010.01~2012.12 한국국제통상학회 회장, 한국협상학회 회장
- 통상교섭민간자문위원회 민간위원 겸 공동위원
- 2013.04~2018.04 외교부 정책자문위원
- 2013.12~2015.09 경제인문사회연구회 24개 연구기관 평가단장
- 2015.07~2018.10 인하대학교 부총장
- 2022.10~2023.07 한국국제교류재단 비상근 감사
- 2022.12~2024.01 국민경제자문회의 위원 및 경제안보분과 분과장
- 2023.08~2024.01 제6대 전략물자관리원 원장
- 2024.01~2025.06 산업통상자원부 통상교섭본부장